# Эйткен, Джеймс Макрей
Джеймс Макрей Эйткен (англ. James Macrae Aitken; 27 октября 1908, Калдербанк, Северный Ланаркшир — 3 декабря 1983, Челтнем) — шотландский, британский шахматист.
Десятикратный чемпион Шотландии. В составе сборной Шотландии участник 4-х Олимпиад (1937, 1958, 1964 и 1972). Участник радиоматча со сборной СССР (1946).
Трёхкратный чемпион Западной Англии. Чемпион Лондона (1950).

## Публикации
- Aitken J. M. The trial of George Buchanan before the Lisbon Inquisition.— Edinburgh: Oliver and Boyd, 1939.